# Michal Beran (calciatore)
Michal Beran (22 agosto 2000) è un calciatore ceco, centrocampista del Bohemians 1905 in prestito dallo Slavia Praga.

## Caratteristiche tecniche
È un centrocampista offensivo.

## Carriera
Cresciuto nel settore giovanile dello Slovan Liberec, esordisce in prima squadra il 25 settembre 2019 in occasione del match di coppa nazionale vinto 3-1 contro il Prostějov. Il 3 agosto 2020 viene acquistato dallo Slavia Praga che lo lascia in prestito all club bianco-azzurro per un'ulteriore stagione.

## Statistiche
Statistiche aggiornate al 9 dicembre 2020.

### Presenze e reti nei club
| Stagione              | Squadra               | Campionato            | Campionato | Campionato | Coppe nazionali | Coppe nazionali | Coppe nazionali | Coppe continentali | Coppe continentali | Coppe continentali | Altre coppe | Altre coppe | Altre coppe | Totale | Totale | Totale |
| Stagione              | Squadra               | Comp                  | Pres       | Reti       | Comp            | Pres            | Reti            | Comp               | Pres               | Reti               | Comp        | Pres        | Reti        | Pres   | Reti   |        |
| --------------------- | --------------------- | --------------------- | ---------- | ---------- | --------------- | --------------- | --------------- | ------------------ | ------------------ | ------------------ | ----------- | ----------- | ----------- | ------ | ------ | ------ |
| 2019-gen.2020         | Slovan Liberec        | 1L                    | 12         | 1          | CRC             | 4               | 0               |                    | -                  | -                  |             | -           | -           | 16     | 1      |        |
| 2020-2021             | Slovan Liberec        | 1L                    | 10         | 0          | CRC             | 0               | 0               | UEL                | 8                  | 0                  |             | -           | -           | 18     | 0      |        |
| Totale Slovan Liberec | Totale Slovan Liberec | Totale Slovan Liberec | 22         | 1          |                 | 4               | 0               |                    | 8                  | 0                  |             | -           | -           | 34     | 1      |        |
| gen.-giu.2021 \|      | Slavia Praga          | 1L                    | 2          | 0          | CRC             | 2               | 0               | UEL                | 0                  | 0                  |             | -           | -           | 4      | 0      |        |
| Totale carriera       | Totale carriera       | Totale carriera       | 24         | 1          |                 | 6               | 0               |                    | 8                  | 0                  |             | -           | -           | 38     | 1      |        |

## Palmarès

### Club

#### Competizioni nazionali
- Campionato ceco: 1

Slavia Praga: 2020-2021
- Coppa della Repubblica Ceca: 1

Slavia Praga: 2020-2021